# Polinezijski narodi
Polinezijski narodi  (Polinezijci), zbirno ime za mnogobrojne malene narode i plemena nastanjenih, uz neke iznimke, na Polinezijskim otocima, Oceanija. Polinezijci svojom svjetlom puti razlikuju od svih ostalih stanovnika Oceanije, Melanezijaca i Mikronezijaca. Prema jeziku smatra se da je njihova postojbina prije kojih 2500 godina bilo područje Tonge i Samoe, odakle su se u svojim kanuima raselili po ostalim otocima Oceanije, a ovim jezicima govori manje od milijun ljudi.

## Podjela
Danas se oni sastoje od više naroda od kojih većina svoja imena imaju po otocima i državama koje naseljavaju. Najpoznatiji među njima su:
Bukabukanci, Cookovo Otočje; govore pukapuka (bukabuka)
Futunski narodi: Solomonski otoci, Nova Kaledonija, Wallis i Futuna, Vanuatu
Anuta, otok Anuta (Solomonski otoci)
Emae, Vanuatu
Futunci – istočni (Wallis i Futuna) i zapadni (Vanuatu). Jezično se razlikuju.
Mele-Fila,
Mugaba, otoci Rennell i Bellona (Solomonski otoci)
Pileni, solomonski otoci
Tikopijci, otok Tikopia (Solomonski otoci)
Uveanci, govore uvea, Wallis i Futuna.
Markeški narodi, govore markeški.
Havajci na Havajima; govore havajski
Mangarevanci, Francuska Polinezija, otoci Gambier i Mangareva, govore mangarevanski
Markežani (sjeverni i južni), Francuska Polinezija
Niuafoou, Tonga, Tonga, otoci Niuafo'ou i 'Eua; govore Niuafo'ou
Niuatoputapu, Tonga.
Rapanci, Francuska Polinezija, otoci Austral i Rapa. Hovore rapa
Rapanui, Rapa Nui, Čile; govore rapanui.
Samoanci (Samoa); govore samoanski.
Tahitski narodi
Maori s Novog Zelanda; govore maorski.
Rakahanga-Manihiki, otoci Cook
Rarotonžani, Rarotonga; govore rarotonški.
Tahićani (Tahiti); govore tahićanski
Tongareva, otoci Cook
Tuamočani, Tuamotu; govore tuamotu.
Tubuajci, otoci Tubuai (Austral), Francuska Polinezija
Tokelauci; Tokelau.
Tonganski narodi
Niujci, Niue; govore niujski.
Tonganci (Tonga); govore tonganski.
Tuvaluški narodi, otoci Ellice
Kapinga, otok Kapingamarangi, Mikronezija
Takuu, Papua Nova Gvineja
Nukuoro, Mikronezija
Nukumanu, Papua Nova Gvineja
Nukuria, Papua Nova Gvineja
Ontong Java, Solomonovi otoci
Sikaiana, Solomonovi otoci
Tuvaluanci, Tuvalu

## Život i običaji
Polinezijski narodi na glasu su po svojim nautičkim sposobnostima. Među nekim skupinama postojao je i kanibalizam (Samoa ?).